# Fiat Tipo 1
La Fiat 1 Fiacre è stata un'autovettura costruita dalla FIAT dal 1908 al 1910.

## Storia
Aveva installato un motore di 2009 cm³ erogante una potenza di 16 HP, che permetteva al modello di raggiungere i 70 km/h.. Aveva sei posti a sedere. Fu anche conosciuta come “Fiat 12-15 HP”. I 4 cilindri erano per la prima volta in un monoblocco, prendendo spunto dalla casa automobilistica Aquila Italiana. Sempre all'avanguardia della tecnica, la Fiat equipaggiò questo modello di un sistema d'accensione a magnete ad alta tensione.
All'epoca della commercializzazione della “Tipo 1” era in uso dalle Case automobilistiche preparare il motore diviso in blocchi distinti poi successivamente saldati insieme per formare il propulsore, e la “Tipo 1” fu un modello precursore per l'innovazione tecnologica in questione.
La prima versione prodotta fu la "Tipo 1 Fiacre", poi denominata "Taxi mod. 1T", che venne costruita in circa 1600 esemplari destinati all'uso specifico di taxi e venduta non solo in Italia ma anche all'estero. Fu usata a New York, Londra, Parigi e molte altre città.